# Jeannette Jara
Jeannette Jara   (Conchalí i Santiago de Xile, 23 d'abril de 1974) és una administradora pública, advocada i política xilena, militant del Partit Comunista de Xile (PCCh). Entre el març de 2022 i l'abril de 2025 va exercir el càrrec de ministra del Treball i Previsió Social sota el govern del president Gabriel Boric.
Anteriorment, havia exercit com a sotssecretària de Previsió Social en el segon govern de la presidenta Michelle Bachelet entre els anys 2016 i 2018.
El 7 d'abril de 2025, dos dies després de ser proclamada candidata presidencial del Partit Comunista, va renunciar al càrrec de ministra del Treball. Posteriorment, el 14 d'abril, va rebre el suport del partit Acció Humanista.
El 29 de juny de 2025 va ser proclamada oficialment candidata presidencial de la coalició de govern per a les eleccions presidencials de novembre de 2025 després de guanyar les primàries del pacte Unitat per Xile.

## Biografia
Jara va néixer l'any 1974 al barri d'El Cortijo de la comuna de Conchalí (regió metropolitana),  filla del mecànic industrial Sergio Elías Jara Ulloa i de la mestressa de casa Jeanette del Carmen Román Guzmán. És la gran de cinc germans, entre els quals el periodista de recerca Sergio Jara.
Va cursar la secundària al Liceu Isaura Dinator de Guzmán (Santiago) i les carreres d'Administració Pública a la Universitat de Santiago de Xile (Usach) i de Dret a la Universitat Central. Primer va cursar un any de Dret a la Pontifícia Universitat Catòlica de Xile i després es va incorporar a la Usach. Més endavant va fer un màster en Gerència i Polítiques Públiques de la mateixa Usach. També va treballar com a auditora, docent i cap de carrera d'Administració Pública a la Universitat Acadèmia d'Humanisme Cristià.
Quan tenia dinou anys es va casar contra el parer de sa mare. Dos anys després va enviudar. Anys més tard es va casar en segones núpcies amb Victor Gajardo, amb qui ha tingut un fill.

## Trajectòria política
L'any 1989 es va unir a les Joventuts Comunistes de Xile. Hi va militar deu anys abans d'incorporar-se, l'any 1999, al Partit Comunista, dins del qual va formar part del Comitè Central. Com a líder estudiantil va arribar a presidir la Federació d'Estudiants de la Universitat de Santiago l'any 1997. En aquell context va coincidir amb el futur ministre de l'Interior Rodrigo Peñailillo, llavors president de la Federació de la Universitat del Bío Bío.
Després de llicenciar-se com a administradora pública, va començar a treballar al Servei d'Impostos Interns (SII), on va ascendir fins a fiscalitzadora. També va ser dirigent sindical de l'Associació de Fiscalitzadors del SII. En aquell organisme va mantenir estrets vincles amb Carlos Insunza, un altre líder sindical comunista i president de l'Agrupació Nacional d'Empleats Fiscals.

### Govern de Bachelet (2016-2018)

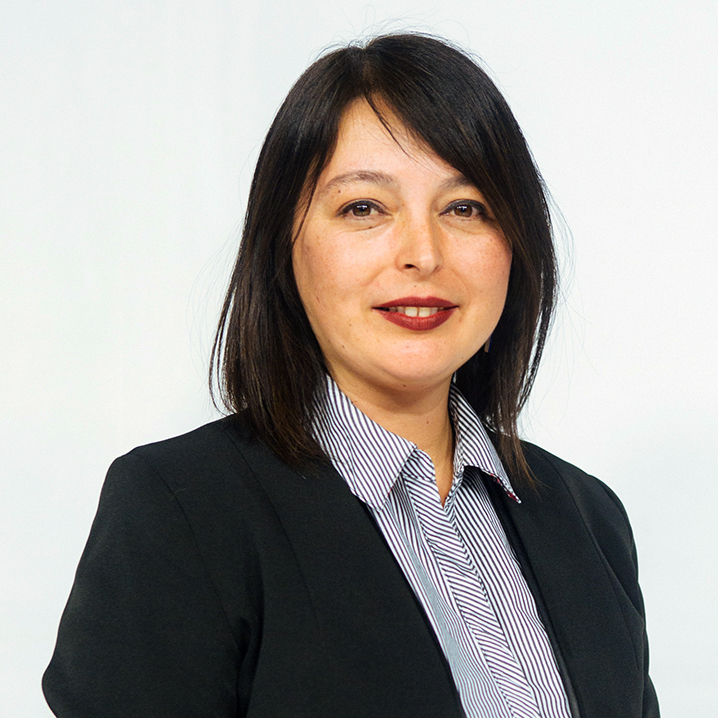
Jeannette Jara l'any 2016, sent sotssecretària de Previsió Social durant el segon govern de Michelle Bachelet.

Durant el segon govern de Michelle Bachelet, Jara va exercir com a cap de gabinet de Julia Urquieta, la sotssecretària de Previsió Social, i, posteriorment, al Ministeri de Desenvolupament Social, aleshores dirigit per Marcos Barraza. Així mateix, va ser fiscalitzadora tributària del Servei d'Impostos Interns.
El 10 d'octubre de 2016 va assumir la Sotssecretaria de Previsió en lloc de Urquieta i va exercir el càrrec fins al final del segon govern de Bachelet, el març de 2018.

### Activitat entre 2018 i 2021
Després de deixar el govern, va exercir com a advocada, compaginant aquesta professió amb la docència a la Universitat de Santiago.
A les eleccions municipals de 2021, es va presentar com a candidata a l'alcaldia de Conchalí; tot i no resultar electa, va ser el segon candidat més votat, per darrere de René de la Vega.
Entre el juliol de 2021 i el març de 2022 va exercir com a administradora municipal de Santiago sota l'alcaldessa Irací Hassler.

### Ministra d'Estat (2022-2025)
El 21 de gener de 2022 el president Gabriel Boric va nomenar Jara ministra del Treball i Previsió Social. Jara esdevenia així la primera militant del Partit Comunista de Xile a ocupar aquell càrrec d'ençà del retorn a la democràcia en 1990; l'últim havia estat Jorge Godoy Godoy el març de 1973 durant la presidència de Salvador Allende. Jara va assumir el càrrec l'11 de març de 2022 amb l'inici formal del govern.
Durant el seu pas pel ministeri es van aprovar la Llei anti-assetjament laboral (coneguda també com a Llei Karin), la Llei de les quaranta hores laborals i la reforma a les pensions.

### Candidatura presidencial (2025)
El 29 de juny de 2025 Jara va ser proclamada oficialment candidata presidencial de la coalició de govern per a les eleccions presidencials de novembre de 2025 després de guanyar les primàries de l'esquerra i centreesquerra xilenes, imposant-se sobre Carolina Tohá, Gonzalo Winter i Jaime Mulet. Jara esdevenia així la segona dona del Partit Comunista de Xile a assumir una candidatura presidencial en tota la història (essent l'altra Gladys Marin).